# Auguste Schneegans
Pour les articles homonymes, voir Schneegans.
Auguste Pierre François Schneegans est un journaliste et homme politique français né le 8 février 1835 à Strasbourg (Bas-Rhin) décédé le 2 mars 1898 à Gênes (Italie).

## Biographie

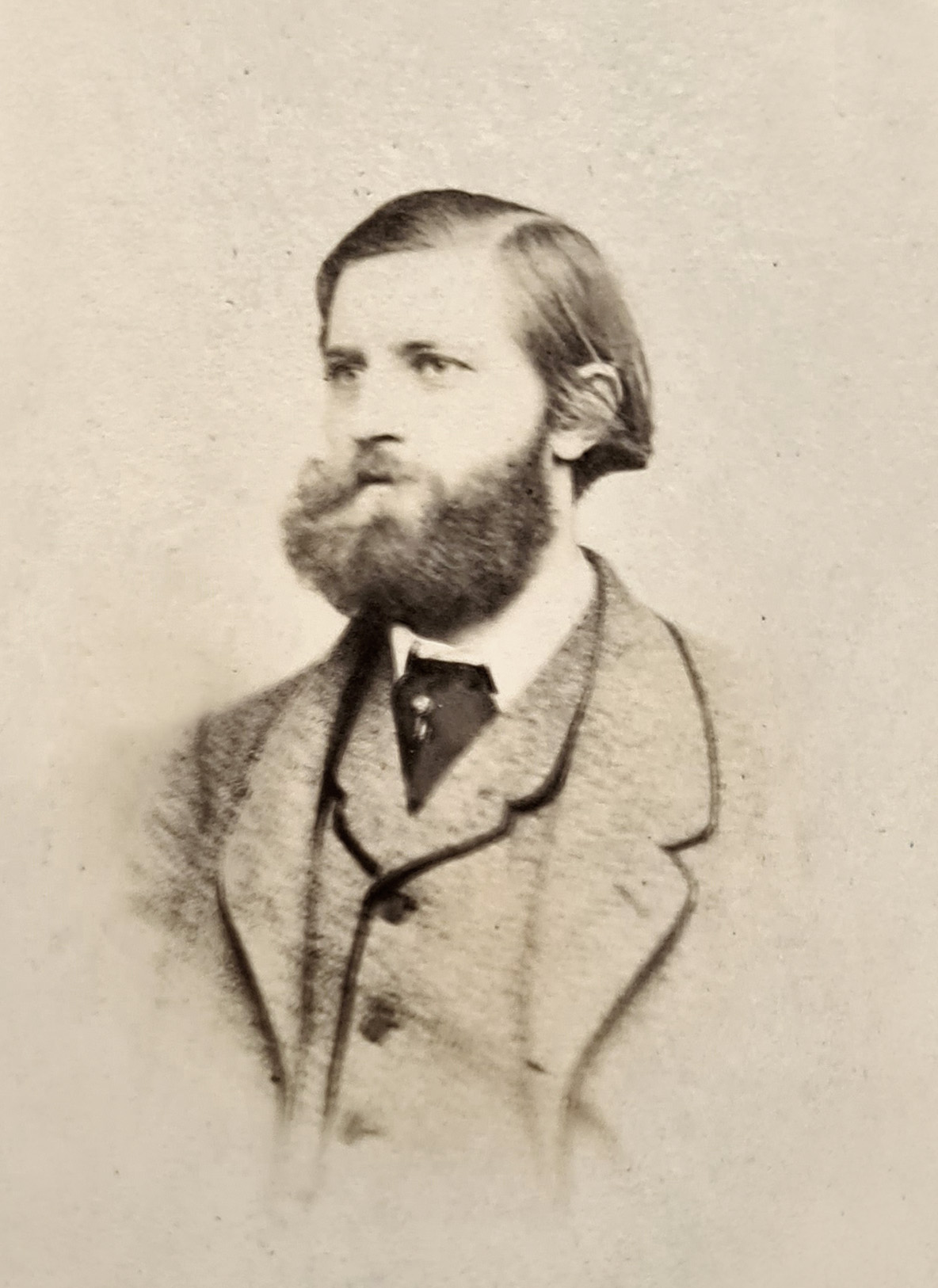
Auguste Schneegans par Charles David Winter en 1865.

Licencié en lettres en 1856, il est secrétaire de la commission du Danube. Sous le Second Empire, il est rédacteur au Courrier du Bas-Rhin et au Temps. Adjoint au maire de Strasbourg en 1870, il est élu représentant du Bas-Rhin le 8 février 1871. Il démissionne le 1er mars 1871 pour protester contre l'annexion de l'Alsace-Moselle. Journaliste à Lyon de 1871 à 1873, il revient en Alsace en 1873 et se rallie au régime, se contentant de demander une autonomie pour l'Alsace-Lorraine. Il est député au Reichstag en 1877 et membre du consistoire supérieur de l'ÉCAAL. En 1880, il entre dans l'administration centrale de l'Alsace-Lorraine.
Le photographe Charles David Winter réalisa plusieurs portraits en 1865.

## Sélection de publications
- Auguste Schneegans, La guerre en Alsace. Strasbourg,  Paris; Neuchâtel : Dentu, E. ; Sandoz, J, 1870(?)

## Sources
- « Auguste Schneegans », dans Adolphe Robert et Gaston Cougny, Dictionnaire des parlementaires français, Edgar Bourloton, 1889-1891 [détail de l’édition]